# جيرالد هيرد
جيرالد هيرد (بالإنجليزية: Gerald Heard)‏ (6 أكتوبر 1889، لندن في المملكة المتحدة - 14 أغسطس 1971، سانتا مونيكا في الولايات المتحدة)؛ كاتِب ومؤلِّف وروائي بريطاني.

## روابط خارجية
- جيرالد هيرد على موقع IMDb (الإنجليزية)